# Hotel Beau-Rivage
O Beau-Rivage, tal como é conhecido o (em francês:  Hôtel Beau-Rivage), é um Grande Hotel aberto em 1865 em Genève na Suíça.

## História
O Beau-Rivage foi fundado em 1865 por Jean-Jacques Mayer. Nessa altura só existia o Hôtel des Bergues, que havia sido inaugurado em 1829 no Quai des Bergues, ou o Hôtel Métropole (1854), enquanto o Hôtel de la Paix abriria também em 1865.
Devido à sua situação privilegiada no Quai du Mont-Blanc, hospedou várias personalidades, como Charles II de Brunswick, que mandaria construir o Monumento  Brunswick no jardim que faz face ao hotel. 
O Beau-Rivage é o último dos grandes hotéis de Genebra a continuar na mesma família e isso durante cinco gerações.

## Efeméride
Em 1898, a Imperatriz Isabel da Áustria, foi assassinada por um anarquista logo após deixar o hotel no Quai du Mont-Blanc, onde uma placa assinala o acontecimento. O hotel a homenageia com a suíte imperial.
Em 1987, a Sotheby's incorporou seus escritórios suíços no Beau-Rivage, tendo passado a realizar leilões de jóias no local.
Em 2009 passou a integrar o grupo The Leading Hotels of the World.